# 清白寺
清白寺（せいはくじ）は、山梨県山梨市にある寺院。宗派は臨済宗妙心寺派、山号は海涌山（かいゆうざん）、本尊は釈迦如来である。
夢窓疎石が開山し、足利尊氏が開基したと伝わる。古来「梅の清白寺」として知られ、夢窓疎石が植えたとされる「西湖梅」があり、参道の両側の紅白梅などで知られる。
なお、清白寺は中世の土豪屋敷とみられる連方屋敷跡とともに三ケ所遺跡内にある。

## 歴史
甲斐国では元徳2年（1330年）に夢窓疎石により開創された恵林寺や長禅寺（古長禅寺）をはじめ夢窓派による禅宗寺院が創建されているが、清白寺は正慶2年（1333年）あるいは観応2年（1351年）の創建とされる。『甲斐国志』によれば開基は足利尊氏で、国家安泰戦勝祈願所として創立し、二世住職で夢窓疎石の高弟清渓通徹により開創され、清渓が師の夢窓を開山と位置づけている。また、貞和5年（1349年）に浄居寺住職の友山が当寺を訪れた際に詠んだ漢詩や絶海中津の漢詩からも夢窓との関係が窺える。嘉慶元年（1387年）には鎌倉円覚寺の勧進に奉加している。
室町時代には関東夢窓派の中心寺院となった鎌倉建長寺末だったが、江戸時代初期ごろに妙心寺末となった。
仏殿を残して一度焼失したが、寛永年間に諸堂が再建された。しかし、天和2年（1682年）の火災で仏殿を除きほとんどの堂宇が焼失したため、貞享年間から再建工事が開始され、享保16年（1731年）の惣門完成をもって寺観が完成した。

## 伽藍
惣門―放生池―三門（鐘楼門）―仏殿―本堂が一直線に並ぶ、禅宗形式に沿った配置となっている。

## 文化財

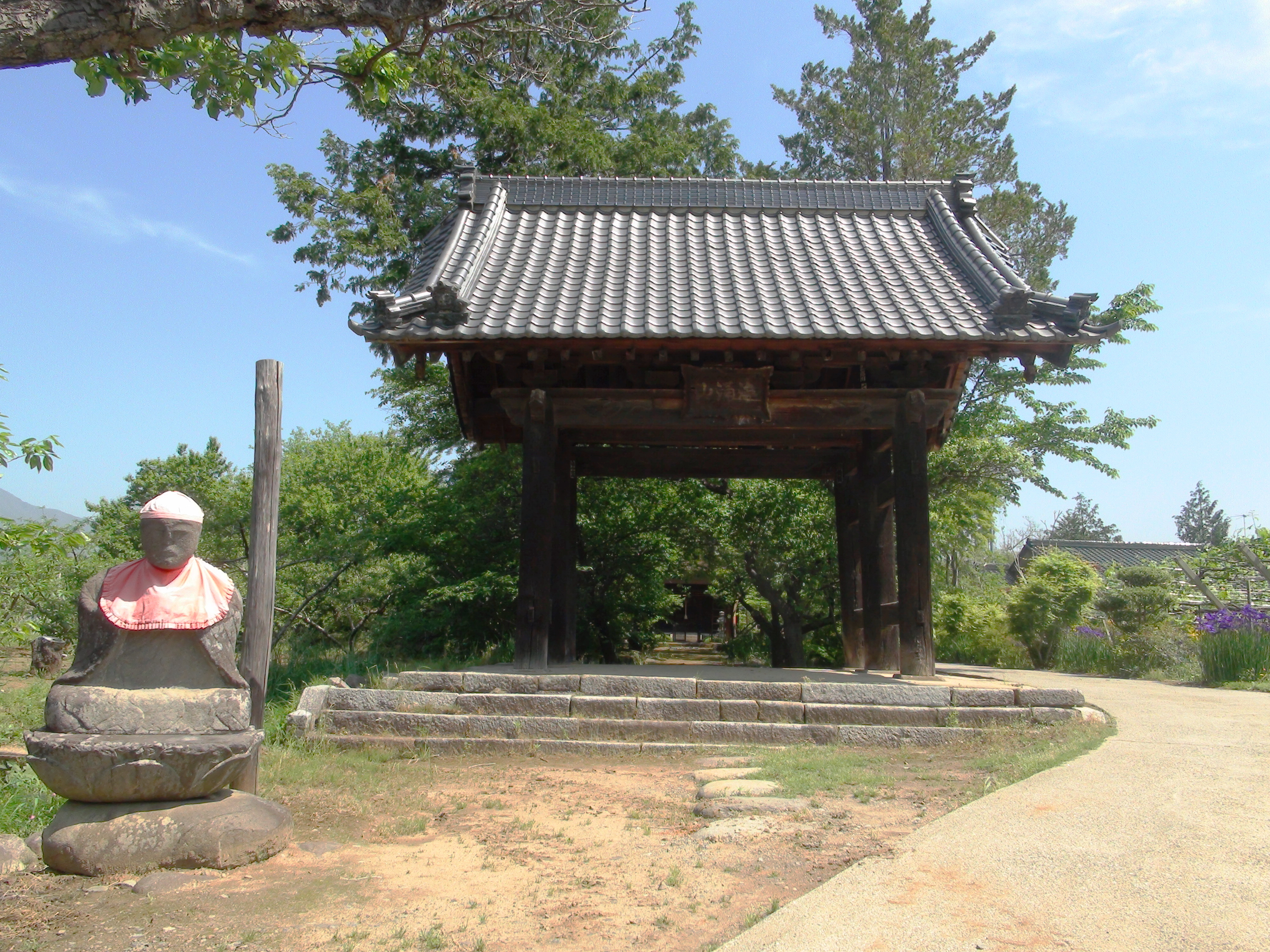
山門

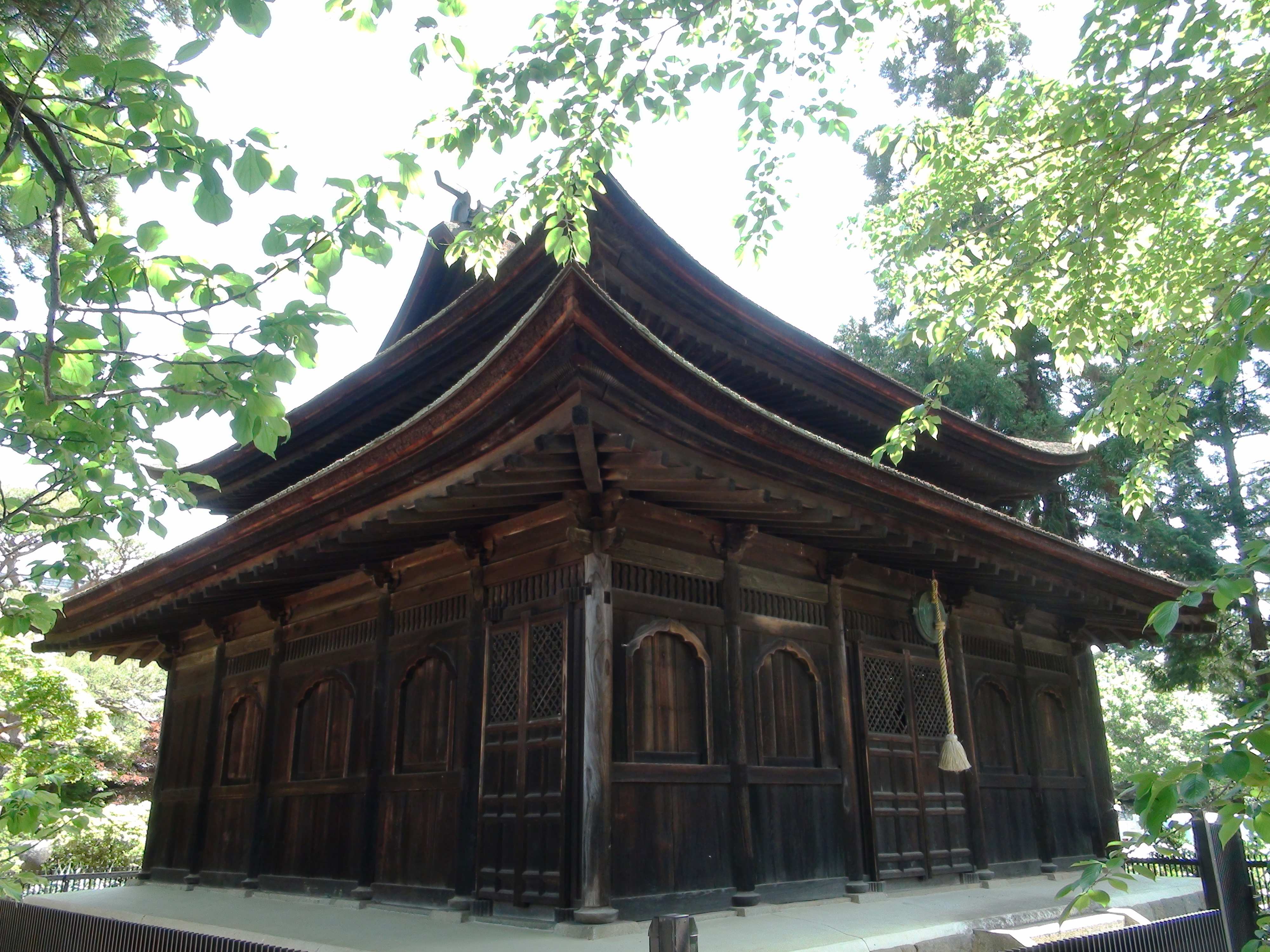
仏殿（南西角より）

仏殿
国宝。身舎（もや）組物の墨書銘によれば応永22年（1415年）の建立。入母屋造、檜皮葺小形の方三間裳階（もこし）付形式で典型的な禅宗様式を取り入れている。県内では東光寺や最恩寺に中世禅宗様の仏殿が残り、いずれも関東禅宗様式に属する。

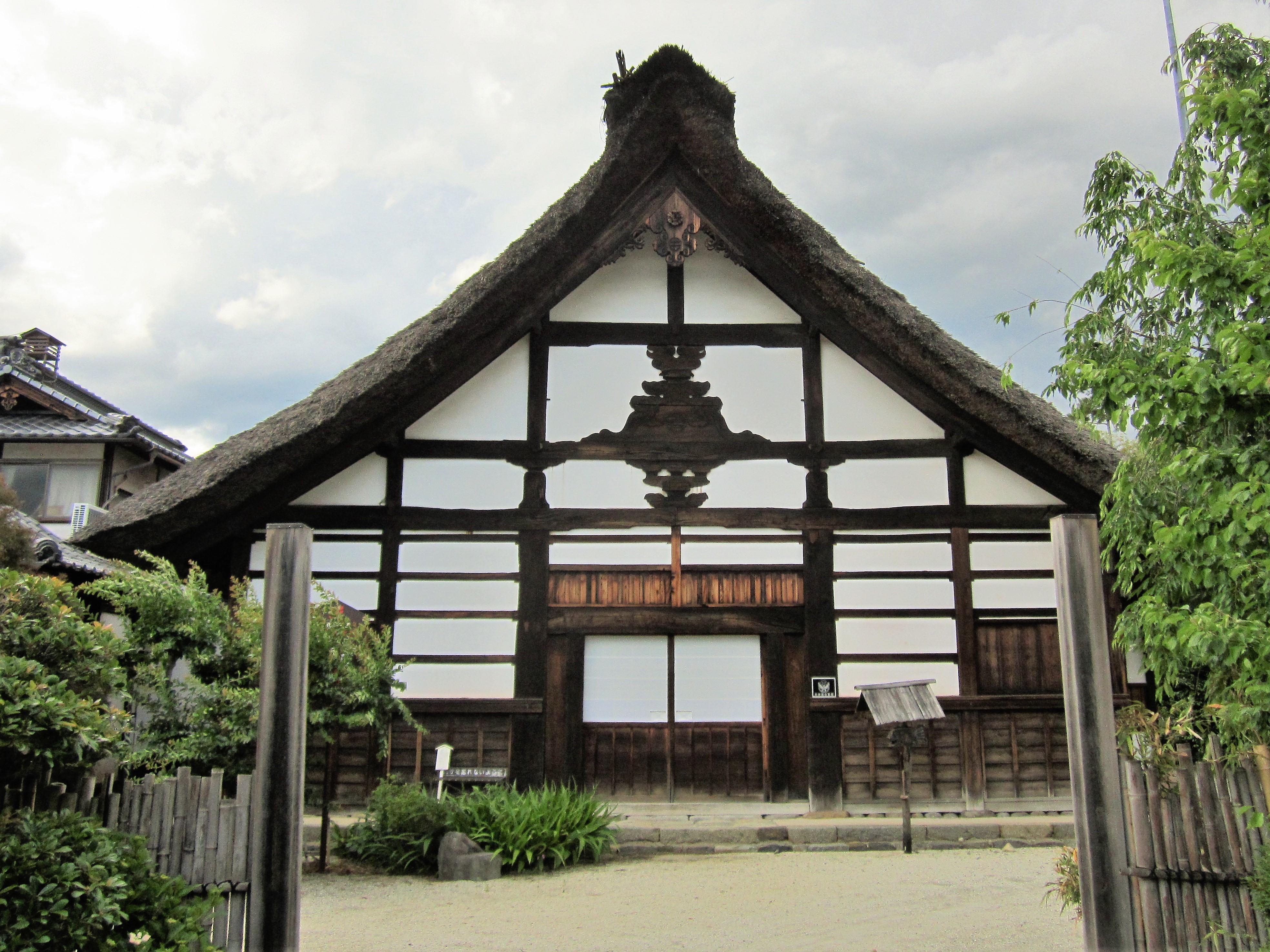
庫裏
国の重要文化財。元禄2～6年（1689年～1693年）に再建されたと考えられる。江戸時代中期の禅宗寺院庫裏として貴重である。

## 交通
- 中央本線東山梨駅から徒歩で約10分